# Ryoo Chang-kil
Ryoo Chang-kil (ur. 5 listopada 1940) – północnokoreański piłkarz występujący na pozycji napastnika. Uczestnik Mistrzostw Świata 1966.

## Kariera klubowa
Podczas angielskiego Mundialu Ryoo reprezentował barwy klubu Kikwancha Pjongjang.

## Kariera reprezentacyjna
Ryoo Chang-kil występował w reprezentacji Korei Północnej w latach sześćdziesiątych. W 1966 roku pojechał na finały Mistrzostw Świata 1966, na których był rezerwowym i nie wystąpił w żadnym spotkaniu.